# 油井

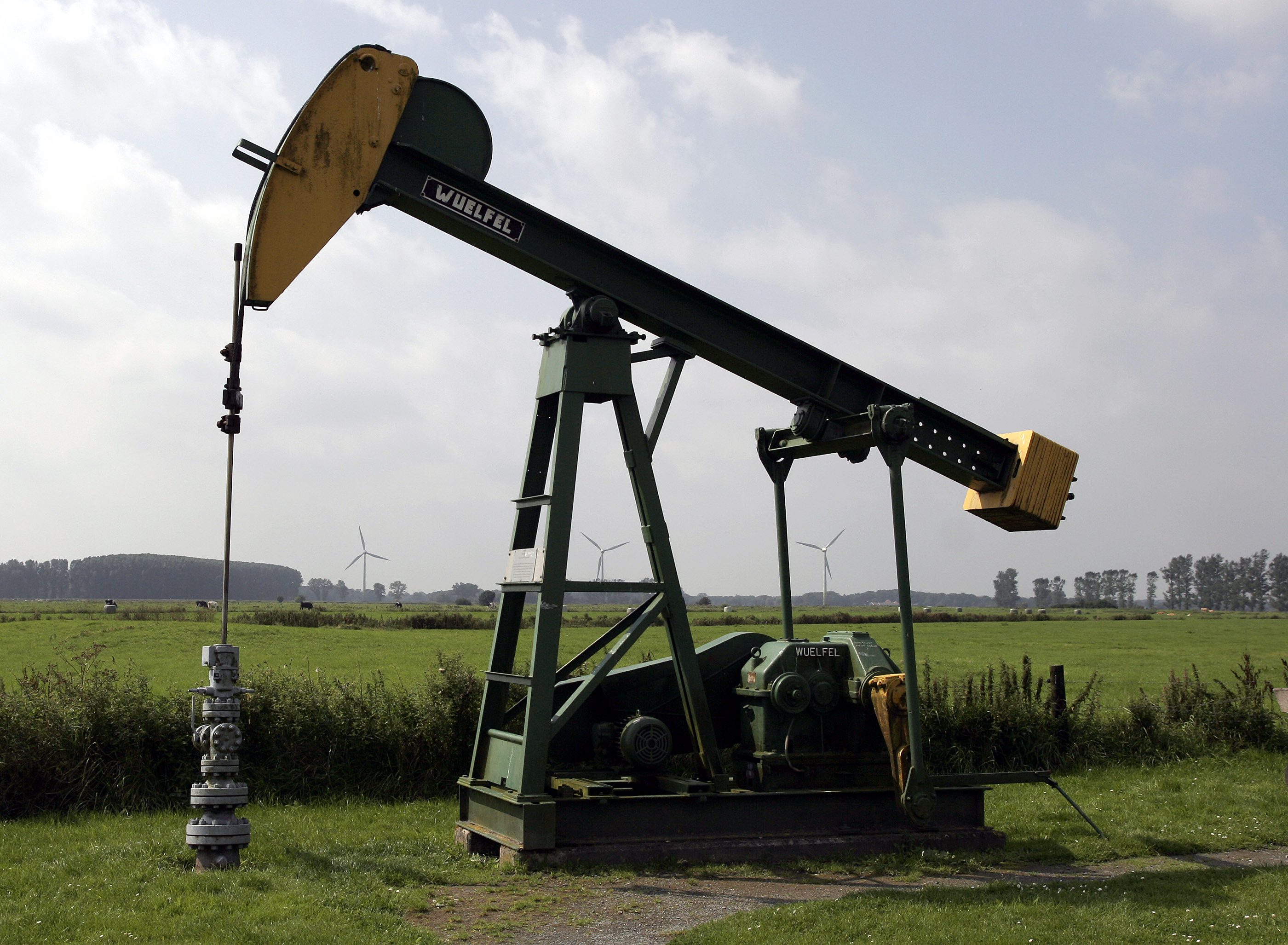
ドイツのニーダーザクセン州にある油井。写真に写っている採掘装置はポンプジャックと呼ばれ上下に動き原油を汲み出す。

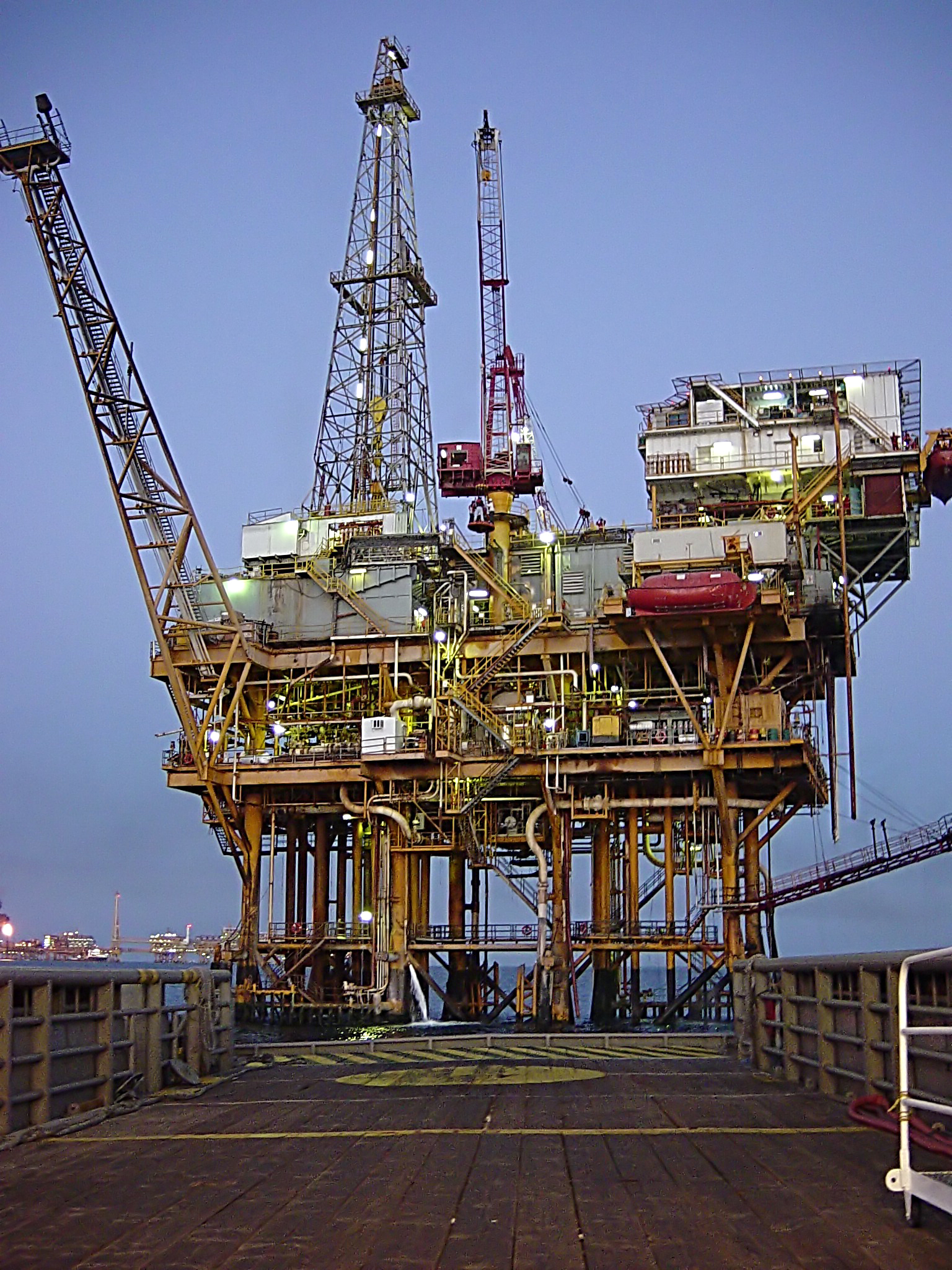
メキシコ湾にある海上油田掘削プラットフォーム。

油井（ゆせい）とは、油田において原油を採掘するために使う井戸のこと。地上もしくは海上から油層（原油を含有する地層）にボーリング穴を穿ち、パイプが入れられる。原油は、このパイプを通じて取り出される。

## 歴史
21世紀初頭現在、一般的な油井掘削に使われているロータリー式掘削法は当初、水井戸掘りとして1841年（または1845年）にフランス人のフォーベルによって発明され、フランス人の土木技師レショットが実用化した。19世紀から20世紀にかけてそれまでの衝撃式掘削方式がロータリー式に取って代わられた。1901年にアメリカ人キャプテン・ルーカスがテキサスのスピンドルトップで初めて油田の掘削に使用し、大量の原油を得た後にアメリカを始め世界各国で使用されるようになった。

## 油井のプロセス

### 探索
最新科学的知見とデータ分析、電気検層、人工衛星による地質写真、人工地震探査、地上の目視探査、海上からの音響探査などで油田の存在の可能性が高いと思われるサイトを特定する。全ては地質学者の仕事である。
三次元地震探鉱技術では人工地震探査や音響探査のデータをコンピュータの高速演算によって解析することで、地下の立体的な内部構造が手に取るように判るようになったためにこれまで見逃されていた油田が見つかるようになっている。
また、油の汲み出しをはじめてからも三次元地震探鉱を行い続けることで地下での原油の移動状況が判るため、地下に残る原油を減らすことが可能となっている。これは三次元地震探鉱に時間軸が加わるために四次元地震探鉱技術と呼ばれる。

### 試掘
探索によって油田の存在の可能性が高いと思われるサイトにおいて試し掘りを行なう。試し掘りによって油層が発見できれば次の段階へと進むが、発見できなければ探索を続行する。また、試し掘りでは随時「（ボーリング）コア」と呼ばれる地下のサンプルが掘り出されるので、それによっても油層が付近に存在するかといった情報が得られる。
試掘井の近くにさらに井戸を複数掘る場合があり、それらは最初の試掘井と区別する場合には探鉱井と呼ばれる。
幸い油層に当り、内部の圧力が高い状態では原油や天然ガスは自ら噴出する（自噴する）。可燃性や高い毒性を持つ高圧の噴出物を受け入れる準備が出来ていないうちでの噴出は暴噴（Blowout）と呼ばれ、作業者は直ちに遮断スイッチを押して避難する。遮断スイッチは深さ数百フィート、又は地表面にあらかじめ固定されているサーフェース・ケーシング（Surface casing）と呼ばれる装置の頭部のブローアウト・プリベンター（Blowout preventer、BOP、防噴装置）を作動させてBOPのバルブを閉鎖する。
この段階で採算が取れるだけの原油または原油とガスが採れる油田（ガス油田）と、天然ガスしか出ないガス田に分かれる。

### 生産井の掘削
普通は試掘井とは別に、原油汲み出し用の生産井をいくつか掘る。これは試掘井が石油の無い深さに穴をあけていたりするためでもある。この生産井の建設・掘削と同時平行で、生産井の周囲地上に集油・送油・貯油施設の建設が行なわれる。

### 汲み出し
一次回収
油層の圧力が高い状態では原油は自ら噴出する（自噴する）が、油層の圧力が低い状態では自噴せずポンプによって原油を汲み上げる。これらの方法を一次回収（Primary recovery）という。
天然ガスが油層の上部に溜まっている場合は、原油の汲み上げによってこのガスキャップが膨張し原油を押し出すので、一次回収によって回収できる原油は総量の概算40%になる。ガスキャップがない場合は、原油の中に溶け込んだ天然ガスが泡となって膨張するだけであり、一次回収によって回収できる原油は総量の概算20%になる。
二次回収
一次回収で回収できるのは油層に含まれる原油の一部でしかなく、一次回収では生産ができなくなった油井では、原油を分離して後の水や天然ガスを油層に注入し残った原油を加圧して回収する。これを二次回収（Secondary recovery）という。
水を注入する方法は「水攻法」（Water flooding）、ガスを注入する方法は「ガス圧入法」（Gas injection）と呼ばれ、総称して回復法（Improved Oil Recovery）と呼ぶこともある。21世紀初頭現在では、それによって総合的に回収量が増えると見込まれる場合には、一次回収の最初から水やガスを注入するようになっている。
水攻法の「水押し効果」で回収できる原油は、内部で水が既に自然に接している場合で、一次回収分を含めて総量の概算60%になる。ガス圧入法は水押しほど有効ではないが、圧入する天然ガスは原油の回収に伴って産出されるガスであり、従来はガスフレアによって焼却処分されていた程である。
21世紀初頭現在では天然ガスはLPGとして有効に利用されるため焼却処分はあまり行なわれないが、いずれにしても油井の現場にふんだんにあって原油を十分汲み出した後でも再び取り出せるため、ガス圧入法として利用される事が多い。
三次回収
二次回収でも残った原油を回収するために三次回収（Enhanced Oil Recovery,EOR）または強制回収法と呼ばれる技術の開発、実用化が進んでいる。これは水蒸気、炭酸ガス、界面活性剤（洗剤）などを注入して原油の流動性を改善する方法である。
水蒸気を圧入する方法は「水蒸気攻法」（Steam floods）と呼ばれ、水蒸気によって沈積した粘度の高い石油を温めてパラフィンとアスファルトを温め溶かして、凝結した水と共に流動化させる方法である。水蒸気を回収井とは別の井戸から圧入する場合と、「ハフ・アンド・パフ法」（Huff and puff）と呼ばれる水蒸気の注入と石油の回収を1つの回収井戸で交互に行なう方法がある。
二酸化炭素を圧入する方法は「炭素ガス攻法」（Carbon dioxiside floods）と呼ばれ気体又は水に溶かした二酸化炭素を圧入する方法である。二酸化炭素は水にも溶けるが、石油にはさらによく溶けるために、二酸化炭素を圧入すれば石油に溶け込み石油が膨張するために回収が容易となる。回収した石油からは二酸化炭素を分離させて再び圧入に使用する。
界面活性剤（洗剤）を圧入する方法は「洗剤攻法」（Detargent floods）と呼ばれ、水に少量の洗剤を溶かして圧入する。洗剤が油を細かな粒に包み込むため岩石や砂との接着がはずれて流動性が増す。浅い油層に対して効果が高く、深い層では高温のために洗剤が分解されてしまうため使用されない。
「ミシブル攻法」（Miscible floods）と呼ばれる方法を使えば回収率が100%近くになる。これはブタン、プロパンといった液化ガスを注入する事で油層から原油を洗い流す方法である。ただブタン、プロパンといったガスは比較的高価であるため、油層に漏れがなく水も含まれていない場合に限り、原油の回収後にこれらのガスも回収できる見込みがあれば実施される。
空気を吹き込んで火を付ける「火攻法」（Fire floods）と呼ばれる方法もある（空気の量を調整するので、油層内の石油が全て燃えたりすることはない）。熱を加えて石油の流動性を高める方法である。

### 閉鎖
原油とガスともに汲み出された後は穴は閉鎖され、装置類は全て取り除かれて地上の場合は更地にされる。

## 基本的な掘削

油井の概略図
1.泥水ピット 2.シェールシェーカー.泥水ポンプ 5.駆動エンジン 7.ドローウォーク 8.スタンドパイプ 13.滑車 14.やぐら 18.スイベル 19.ケリーパイプ 20.ロータリーテーブル 23.暴噴防止装置（BOP）26.ドリル・ビット 28.泥水ライン

地上での石油掘削の基本的なロータリー方式での構成について記述する。基本的な構成は「やぐら」「掘削管」「泥水」の大きく3つに分けられる。
- 油井やぐら
  - ロータリー装置、クレーン類、エンジン類（電動、蒸気、ディーゼル）
- 掘削管
  - ドリルビット
- 泥水
  - 泥水調整剤（水、油、ベントナイト、バライト、クロム、化学薬品）、ポンプやフィルター、泥水ピット、ホースと配管類

ドリルビット、泥水調整剤は消耗品である。

### 回転力
エンジンで作られた力はドローウォークと呼ばれる回転輪を介してやぐらの基部中央にあるロータリー･テーブルの回転ギヤを回す。ギヤによってロータリー･テーブルは50-300回／分で回され、四角形の中央の穴に通されたケリーパイプを回す。ケリーパイプの回転は掘削パイプを経由して先端のドリルカラー、ドリルビットに伝えられる。

### ドリル・ストリング
クレーンで吊り下げられたパイプ類の全体は、地下深くに長く連なるために、まとめて「ドリル・ストリング」と呼ばれる。クレーンで吊り下げられた部分は上から、トラベリング・ブロック、フック、ロータリー・スイベルと続き、ロータリー・スイベルは自由に回転することでこの上部につながれたホースに回転が伝わらないようになっている。スイベルの下に断面が四角のケリーパイプがぶら下がり、ケリーパイプの下に多数のドリルパイプが接続されている。先端部にはドリルカラーと呼ばれるパイプがあり、その最も端にドリルビットがある。

### ドリルビット
掘削パイプの先端部に付けられたドリルビットが地層を削ってゆく。地層には柔らかいものや硬いものがあり、柔らかい地層では刃先が鋼鉄でも問題無いが、硬い地層では刃先にタングステン・カーバイドやダイヤモンドが使われる。以下に柔らかいものから硬いものに対応したドリルビットを示す。
- ドラグ・ビット
- ローリング・スリーコーン・カッター・ビット
- タングステン・カーバイト・ボタン・ビット
- ダイヤモンド・ビット

### 泥水
泥水は油井脇のプール（泥水ピット）で泥水調整剤によって調合され、ポンプで油井上部から掘削管内部へと送られる。掘削管を通った泥水は先端のドリルビットから噴出して掘削の為の回転に伴う摩擦熱を奪う。泥水は、ドリルビットによって地下岩石などが粉砕された掘りクズと一緒に掘削管の外側を上昇して地上に到達する。地上に戻ってきた泥水は、フィルターによって大きな掘りクズが取り除かれ元のプールに返される。泥水は掘削孔の内部に横の壁が崩れる事や、地層中に水が浸入するのを防いでいる。

### 生産井

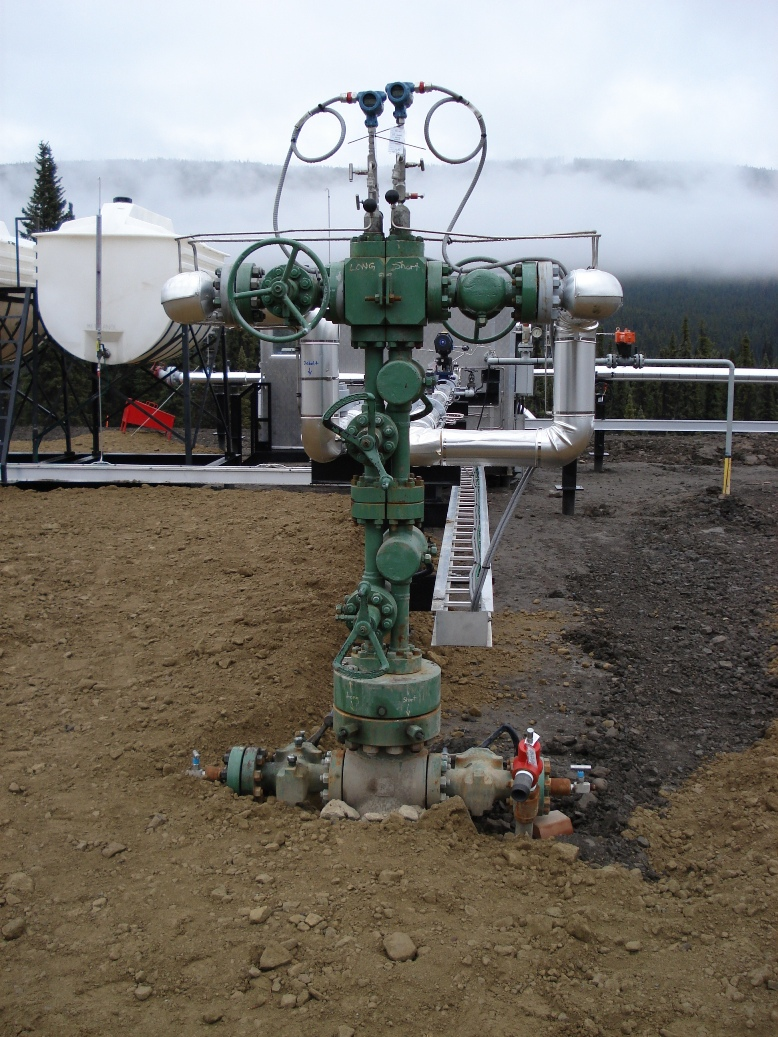
油田のクリスマスツリー

生産井の掘削では油層直上の不透層まで通常通り掘り、掘削管を抜いて先端が開いた、「水止管」や「ケーシング」と呼ばれる鉄管を入れなおして管の周囲をコンクリートで固める。この管の内部に細めの「チュービング」と呼ばれる掘削管を通して不透層を掘りぬき目的の油層で再び掘削管を抜いて、その先端部に小さな穴がたくさん開いた採油管を入れて生産井は完成する。
生産井・圧入井の地上部には「クリスマスツリー」と呼ばれる坑口装置が取り付けられる。クリスマスツリーはバルブ、圧力計、温度計、流量計、流量制御チョーク等により構成されている。油層上部付近のケーシングとチュービングの間には「パッカー」と呼ばれる閉鎖部が設けられる。

## ポンプ採油
自噴しない油層からオイルを汲み上げる方法の1つはポンプを使用する事である。
採油するためのポンプには、いくつかの種類がある。
サッカーロッド・ポンプ

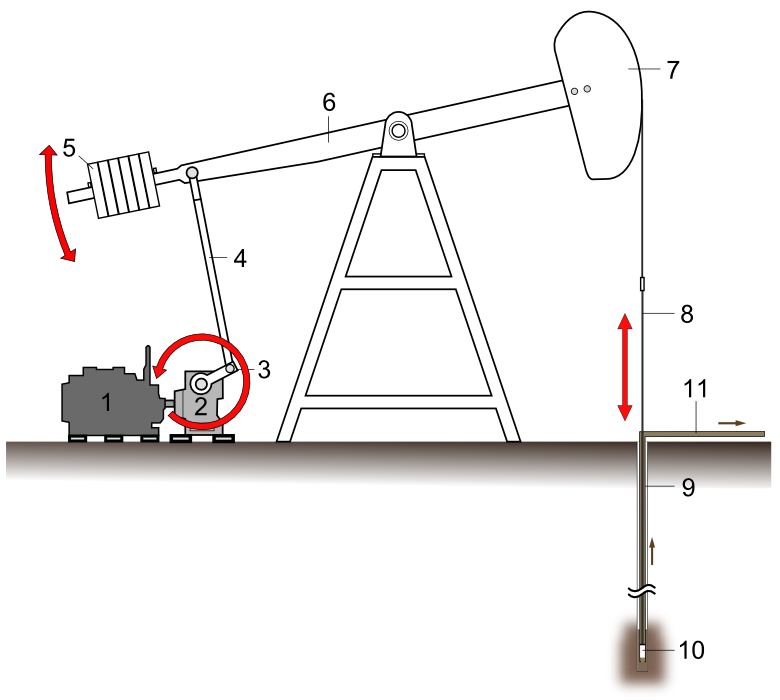
サッカーロッド・ポンプの概略図
1.エンジン 2.減速ギヤ 3.クランクアーム 4.ヒットマンアーム 5.ビームウェイト 6.ワーキングビーム 7.ホースヘッド 8.サッカーロッド 9.チュービング 10.ポンプ 11.送油管

地上に往復運動をする装置を設置して、サッカーロッドを経由してパイプの底のピストンを駆動し、原油を汲み上げる。ポンプジャック、ビームポンプとも呼ばれる。1800年頃から登場し、2008年の現在でも使用されているが、徐々に他のより効率の良い方法に変わってきている。
サブマーシブル・ポンプ
水用の井戸と同様にパイプの底にポンプを沈め、原油を汲み上げる。
ガスリフト・ポンプ
二重になった内部のパイプからパイプ先端へガスを吹き込み、ガスの圧力と上昇力を利用して、外側のパイプで底から原油を押し上げる。ガスは再利用される。日本では一般的な方法。
ハイドローリック・ポンプ
地上から原油を二重になった内部のパイプに圧力をかけて送り込み、この力で先端部のピストン・ポンプを上下に駆動して外側のパイプで底から原油を押し上げる。

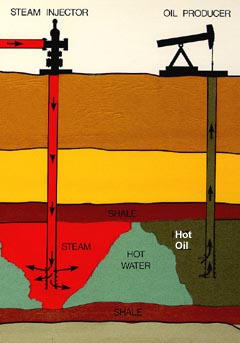
蒸気注入

## 掘削技術

### トップドライブ方式
ロータリー･テーブルとケリーパイプを使わずロータリースイベルの下に減速機付き電動モーターを備えたトップドライブ方式が使用されている。このトップドライブ方式によって従来、1本の掘削パイプの継ぎ足しごとに掘削が停止されていたが、掘削パイプが3本程度が1つにつなげられているため作業の手間と時間が3分の1に削減できる。

### 傾斜掘り、水平掘り
「傾斜掘り」と「水平掘り」は、21世紀初頭の現在では当然のように使用されている掘削技術である。
従来方式では曲げたい箇所にくると、掘削先端に鋼鉄のクサビ型ブロックを置いてドリルの方向を変えたが、21世紀の現在では元々10度ほど屈曲したドリル先端部を使って屈曲部を掘り進む。このドリルは加圧された泥水の流れによって回転力が作られるダウンホール・タービンのため、直線掘りにしたい場合は地上から先端を含むパイプ全体をゆっくり回転させることで屈曲掘りを避けることが出来る。掘削中に屈曲部を作ることで傾斜掘りとなり、更に屈曲を行なえばドリルの掘り進む方向が水平方向となって水平掘りになる。
傾斜掘りと水平掘りによって、目的の油層の直上に住宅地があろうと、場合によっては他国の領土であっても、近くの地上から掘り始めて地下で横方向に掘る進めることが出来る。一本の垂直孔に対して複数の穴をあける「マルチラテラル」と呼ばれる方法にも使用されている。

## 特殊な掘削

### ダイヤモンド・コンパクト・ビット
新たな「ダイヤモンド・コンパクト・ビット」（Diamond compact bit）が登場している。従来のドリル・ビットは分割された円錐ギヤが回転していたが、新型ビットでは耐摩擦性の高い16分の1インチ厚の合成ダイヤモンドでコートされた先端部は固定されている。従来ビットが約1万ドルで新型ビットが約10万ドルであっても、1つのビットで6000フィートを一気に掘れるため、従来のビット交換のための時間と人件費が節約出来るので経済的となっている。

### コイル・チュービング・リグ
「コイル・チュービング・リグ」（Coil-tubing rig）も比較的新しい技術である。これまでのようにまっすぐな鉄管を何度も継ぎ足しながら地下へと伸ばしてゆく手間を一気になくし、掘削管は大きなリールに巻き取られた長い屈曲したものとなっている。従来の「ロータリー式」では地上から続く長大なパイプ全体が強力なモーターによって回されていたが、本方式ではチューブ自身は回転せず、地上から圧送された泥水の流れによってダウンホール･タービンを回し、これによって先端にあるビットだけが回転する。21世紀初頭現在のところ、全ての掘削に使えるほど改良が進んでいるわけではないが、すでに一部の油井での利用においてよい結果が出ているとされる。

## 油井ごとの生産量
1本の生産井で採れる原油の量は、3,000 - 4,000バレル/日程度が産油国では普通である。その生産量は油田ごと異なるが、地域での差異もはっきりとあり、もっとも少ない日本では10バレル/日程度であり、アルジェリアやナイジェリアでは1,000 - 2,000バレル/日、サウジアラビアでは10,000バレル/日以上となる。

## その他

### 日本の油井
日本では、新潟県新潟市、新津油田を紹介する博物館「石油の世界館」にポンプ式の油井の遺構が残っている。
油田の一覧#日本も参照のこと